# 岡本理一
岡本 理一（おかもと りいち、1908年4月6日 - 1992年12月2日）は、日本の経営学者・商学者。専門は、中小企業経営論。元・旭川大学学長。元・札幌大学学長。小樽商科大学名誉教授。
京都府亀岡市出身。桃山中学校（旧制）（現・桃山学院中学校・高等学校）卒業。1932年関西大学第二部商科卒業。1936年（昭和11年）兵庫県立神戸高等商業学校卒業。その後、小樽高等商業学校講師を経て、1940年（昭和15年）小樽高等商業学校教授。1951年（昭和26年）小樽商科大学商学部教授。1970年（昭和45年）小樽商科大学停年退官。同名誉教授。札幌大学学長代行代理。1971年札幌大学学長。1974年札幌大学学長を退任。同経済学部教授。1977年（昭和52年）北海学園北見大学商学部教授・同商学部長。1982年（昭和57年）旭川大学学長。1985年旭川大学学長を退任。

## 受賞歴
- 藍綬褒章

## 主著
- 日本経営学会編『経営学の再吟味・経済変動と経営』（同文館、1948年）
- 『中小商業経営の展開』（國元書房、1949年）
- 『中小企業の経営』（北海道労働文化協会、1957年）